# Karol Jirka
Karol Jirka (4. listopadu 1933 – ?) byl slovenský silniční motocyklový závodník.

## Závodní kariéra
Závodil ve třídách do 50 cm³, 125 cm³ a 250 cm³ na motocyklech značek ČZ, Tatran, Jawa a MZ. V mistrovství Československa skončil nejlépe na celkovém šestém místě v roce 1978 ve třídě do 125 cm³. Jeho nejlepším výsledkem v jednotlivém závodě mistrovství Československa je 3. místo v Jičíně v roce 1967 ve třídě do 125 cm³. V roce 1975 zvítězil v závodě mistrovství Slovenska ve třídě do 125 cm³ v Kopčanech. V roce 1973 byl uveden in memoriam do Síně slávy myjavského sportu.

## Úspěchy
Mistrovství Československa silničních motocyklů – celková klasifikace:
- 1962 do 125 cm³ – 12. místo – ČZ
- 1963 do 125 cm³ – 17. místo – ČZ
- 1963 do 250 cm³ – 25. místo – ČZ
- 1966 do 125 cm³ – 9. místo – ČZ
- 1967 do 125 cm³ – 12. místo – ČZ
- 1968 do 125 cm³ – neklasifikován – ČZ
- 1969 do 50 cm³ – 18. místo – Tatran
- 1969 do 125 cm³ – 17. místo – ČZ
- 1970 do 50 cm³ – neklasifikován – Tatran
- 1971 do 125 cm³ – 16. místo – Jawa
- 1971 do 250 cm³ – 27. místo – Jawa
- 1972 do 125 cm³ – 21. místo – ČZ
- 1972 do 250 cm³ – 30. místo – Jawa
- 1973 do 125 cm³ – 21. místo – ČZ
- 1973 do 250 cm³ – 26. místo – Jawa
- 1974 do 125 cm³ – 19. místo – ČZ
- 1974 do 250 cm³ – 28. místo – Jawa
- 1975 do 125 cm³ – 21. místo – MZ
- 1975 do 250 cm³ – 23. místo – Jawa
- 1976 do 125 cm³ – 8. místo – MZ
- 1977 do 125 cm³ – 20. místo – MZ
- 1978 do 125 cm³ – 6. místo – MZ
- 1979 do 125 cm³ – 10. místo – MZ
- 1980 do 125 cm³ – 15. místo – MZ